# رایوو پاوو
رایوو پاوو (استونیایی: Raivo Paavo؛ زادهٔ ۲۲ مهٔ ۱۹۴۶) سیاستمدار و نماینده سابق مجلس اهل استونی است.